# José de Moraleda y Montero

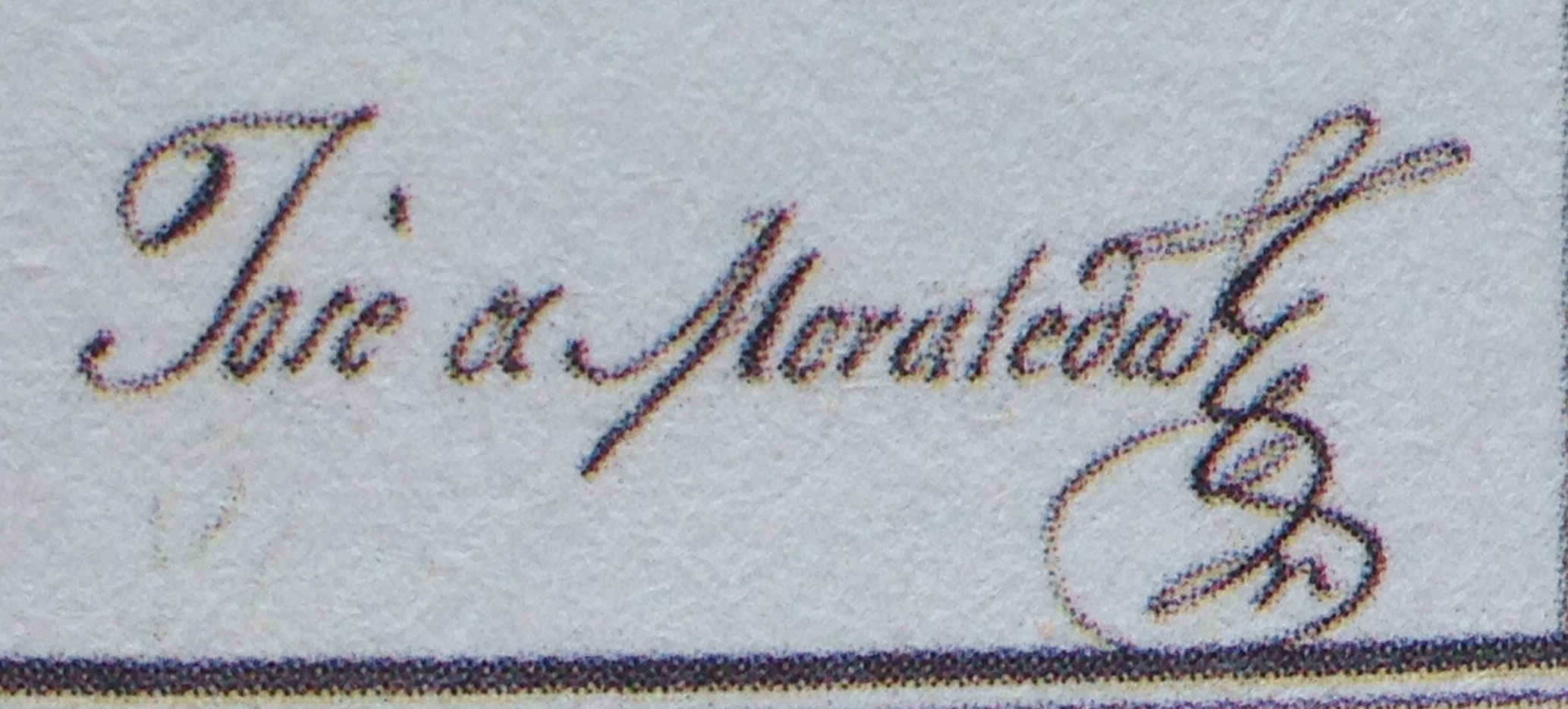
Die Unterschrift Monteros

José de Moraleda y Montero (* 1750 in Pasaia, Baskenland, Spanien; † 1810 in Callao im damaligen Vizekönigreich Peru, heute Peru) war ein spanischer Seefahrer und Kartograf.

## Karriere
José de Moraleda y Montero stammte aus einer Familie von Seefahrern und besuchte die königliche Schule für Navigation und Schifffahrt in Cadiz. Nach seiner Ausbildung nahm Montero an mehreren Seereisen teil, unter anderem in die Karibik und nach Indien. 1773 kam er nach Peru und erlangte dort Bekanntheit als begabter Kapitän. Zwischen 1787 und 1788 leitete Montero eine Mission zur Vermessung und Kartographierung der Insel Chiloé. Während der Mission machte Montero auch Aufzeichnungen zu Lebensweise, Kultur und Geschichte der Bewohner der Inseln. Des Weiteren führte er hydrographische Messungen in den Gewässern vor der Küste Chiles durch und beschrieb geeignete Routen für die Schifffahrt. Eine weitere Expedition im Jahr 1792 diente der Kartographierung der patagonischen Westküste. Seiner Arbeit wurde bereits zu Lebzeiten große Achtung entgegengebracht, 1804 wurde er zum Leutnant ernannt. 1810 starb er im peruanischen Callao.
Heute ist der Moraleda-Kanal vor der Küste Südchiles nach ihm benannt.